# Манастир Чернеци
Манастир Чернеци (рум. Mănăstirea Cerneți) је манастир Румунске православне цркве који се налази у селу Чернеци код града Дробета-Турну Северин у југозападној Румунији.
Манастир је подигао влашки војвода Григорије I Гика 1662. године, а обновљен је у периоду 1784—1794. Кроз историју је био познат као епархијско седиште и мушки манастир, а као последњи монах помиње се протосинђел Генадије који се упокојио 1837. године након чега је манастир угашен. Поново је активиран 2004. године, али овог пута као женски манастир. Манастир је посвећен Светој Тројици и Светој преподобној мученици Анастасији Римљанки.
Манастир је данас под заштитом као историјски споменик од националног значаја. Заштићен је комплекс манастира који обухвата цркву Свете Тројице, одбрамбени зид и камени крст.